# The Piano Guys
The Piano Guys — американская группа, играющая музыку в различных жанрах на фортепиано и виолончели. Джон Шмидт и Стивен Шарп Нельсон исполняют музыку, Пол Андерсон и Тель Стюарт занимаются съёмкой и обработкой видео, Аль ван дер Бик является композитором и аранжировщиком. Группа стала известна благодаря своим видео, опубликованным на YouTube, в которых участники исполняли популярные музыкальные произведения, в том числе музыку из кинофильмов и каверы на песни современных исполнителей. В 2011 был выпущен их первый альбом Hits Volume 1, за которым последовали The Piano Guys в 2012 и The Piano Guys 2 в 2013.

## История
Стивен Шарп Нельсон познакомился с Джоном Шмидтом в пятнадцатилетнем возрасте, когда они оба выступали на концерте. С тех пор они часто исполняли музыку вместе.
Пол Андерсон владел магазином фортепиано в городе Сент-Джордж, Юта, и в один день туда зашёл Джон Шмидт и попросил разрешения попрактиковаться в игре перед предстоящим концертом. Впечатлённый игрой, Пол предложил ему записывать музыкальные видео и использовать их как в качестве рекламы его магазина, так и в качестве привлечения аудитории к музыке Джона. Предложение было принято, и вскоре к ним присоединились Стивен Шарп Нельсон и Аль ван дер Бик, которые имели опыт в совместном написании музыки, а через некоторое время были опубликованы первые видео на YouTube, съёмкой которой занимались Пол Андерсон и Тель Стюарт, причём последний также создавал визуальные спецэффекты. Группа была названа The Piano Guys в честь магазина Пола Андерсона.
Видео на YouTube стали быстро набирать популярность и начали достигать миллионов просмотров: на июль 2013 года канал группы насчитывал более 255 миллионов просмотров и более 1,8 миллионов подписчиков, на октябрь 2015 года — более 600 миллионов просмотров и более 4 миллионов 150 тысяч подписчиков, на май 2025 года канал имел более 2.4 миллиарда просмотров и более 7.09 миллионов подписчиков.
В декабре 2011 был выпущен дебютный альбом группы, Hits Volume 1, который включал в себя записи получивших на тот момент наибольшую популярность композиций на YouTube. Альбом выпускался самостоятельно и достигал наивысшей позиции в американском чарте US Billboard New Age Albums и седьмой позиции в US Billboard Classical Albums.
В сентябре 2012 было объявлено о заключении контракта между The Piano Guys и Sony. За этим последовал релиз альбома The Piano Guys под лейблом Sony Masterworks в октябре 2012. Альбом достигал наивысших позиций в US Billboard Classical Albums и New Age Albums и 44 позиции в US Billboard 200.
В мае 2013 был выпущен третий альбом, The Piano Guys 2, занявший, как и предыдущий, первые позиции в US Billboard Classical Albums и New Age Albums, а также 38 позиции в US Billboard 200.

## Музыка
Джон Шмидт исполняет музыку на фортепиано, Стивен Шарп Нельсон — на виолончели и электровиолончели. Как правило, в композициях используются записи нескольких партий, сведённые вместе, для создания ощущения игры на нескольких одинаковых инструментах. Кроме того, в части композиций  используется электронная обработка звука.
The Piano Guys исполняют каверы на музыку других исполнителей, классическую музыку в современной обработке,  и композиции, написанные ими самими. Сочинением музыки для группы занимаются Джон Шмидт, Стивен Шарп Нельсон и Аль ван дер Бик.
Группа также сотрудничает с другими современными музыкантами и вокалистами, в том числе с Алексом Бойе («Peponi (Paradise)») и Линдси Стирлинг («Mission Impossible»).

## Дискография
- Hits Volume 1 (2011)
- The Piano Guys (2012)
- The Piano Guys 2 (2013)
- A Family Christmas (2013)
- Wonders (2014)
- Live!: Carnegie Hall Audio + Red Rocks Concert Video (2015)
- Uncharted (2016)
- Christmas Together (2017)
- Limitless (2018)